# Григориј Шелихов
Григориј Иванович Шелихов (рус. Григорий Иванович Шелихов) је био руски поморац и трговац, рођен у Риљску. Организовао је путовања трговачких бродова према Курилским и Алеутским острвима, почевши од 1775. године. У периоду између 1783. и 1786. водио је експедицију у Руску Америку, током које је подигао прву трајну руску насеобину у Америци. То је било насеље у заливу Три свеца на острву Кодијак. Претходно је побијено неколико стотина домородаца и узети су таоци, да би се локално становништво присилило на послушност. Путовање је финансирала Шелихов-Голиков компанија, чији је један од власника био Шелихов. Она је била претеча Руско-америчке компаније, основане 1799. 
По Шелихову је добио име један залив у Охотском мору, пролаз између Аљаске и острва Кодијак, као и један град у Русији. У Риљску се налази његова статуа.